# SK Haugar Haugesund
El Sportsklubben Haugar es un equipo de fútbol de Noruega que juega en la Cuarta División de Noruega, la cuarta liga de fútbol más importante del país.
Fue fundado en el año 1939 en la ciudad de Haugesund y jugó en la Tippeligaen entre 1981 y 1993, año en que el primer equipo se fusionó con el Djerv 1919 para crear al FK Haugesund, actualmente el la Tippeligaen. Nunca ha sido campeón de Liga ni tampoco ha ganado el Torneo de Copa en 2 finales jugadas.
A nivel internacional ha participado en 1 torneo continental, en la Recopa de Europa de Fútbol de 1980/81, donde fue elimonado en la Segunda ronda por el Newport United de Gales.

## Palmarés
- Copa de Noruega: 0
  - Finalista: 2

1961, 1979

## Participación en competiciones de la UEFA
- Recopa de Europa de Fútbol: 1 aparición

1981 - Segunda ronda